# Megaleruca ganalensis
Megaleruca ganalensis es una especie de insecto coleóptero de la familia Chrysomelidae.
Fue descrita científicamente en 1895 por Gestro.